# Autonomia proletària
L'autonomia obrera és un concepte que postula que, per emancipar-se, el proletariat ha de desenvolupar la seva autonomia en relació al capital. Per als anarcosindicalistes i els sindicalistes revolucionaris, aquesta autonomia queda plasmada en el sindicat: és l'autonomia per oposició als partits polítics. Per als consellistes, aquesta autonomia queda plasmada en l'autoorganització obrera i les seves formes de representació directa a través dels consells obrers: el proletariat ha de ser autònom tant dels partits polítics, com també dels sindicats.
A la pràctica, l'autonomia dels treballadors es basa en la democràcia directa que elimina qualsevol organisme d'intermediació en la lluita de classes.
A finals del segle xix, aquest corrent va ser encarnat a França pel sindicalisme revolucionari de Fernand Pelloutier.
La reivindicació de l'autonomia dels treballadors experimentà un ressorgiment, a França i Itàlia, arran dels esdeveniments del maig del 68, sobretot a través de l'actualitat de l'operaisme italià, inspirat per Toni Negri, Asor Rosa i Mario Tronti i representada per organitzacions com Potere Operaio, Lotta Continua i Autonomia Operaia.

## El concepte
Per a la revista Dissidences: "La noció d'autonomia és una noció recurrent en el pensament d'esquerres i en la història del moviment obrer. Ja al segle xix, l'autonomia dels treballadors plantejava dos imperatius, que eren els únics mitjans possibles per donar a llum una voluntat revolucionària dins la classe treballadora. En primer lloc, era l'autonomia d'aquesta classe amb relació a l'àmbit del capital, i en segon lloc hi havia l'autonomia obrera en relació als sindicats i els partits polítics. El primer d'aquests imperatius es tradueix en la voluntat de crear una esfera autònoma de la classe treballadora no regida per les lleis del mercat, desenvolupant noves formes de sociabilitat i solidaritat. El segon imperatiu lluita contra la realitat dels sindicats sotmesos a les normes de l'economia capitalista, que no permeten l'emancipació del moviment dels treballadors i contra el fet que els partits necessàriament estan condemnats a un cert compromís, en la mesura que accepten el joc polític i electoral. L'aplicació d'aquests principis dona lloc a una nova pràctica: l'acció directa. Aquesta elimina qualsevol organisme d'intermediació en la lluita de classes sense fer servir "els camins normals de la democràcia, apel·lant al parlamentarisme, sinó a una acció que fins i tot podrà recórrer a la violència". Aquestes idees van sorgir al voltant del sindicalisme d'acció directa de Fernand Pelloutier a finals del segle xix.
Segons el sociòleg Mateo Alaluf, de l'Institut d'Histoire Ouvrière, Économique et Sociale: “En la història del sindicalisme, l'autonomia no és només un moment concret del moviment obrer, sinó que també és un tret cultural propi. Es tradueix en acció directa, és a dir en "l'acció dels propis treballadors". Es diferencia de les formes de representació política i es manifesta mitjançant “l'autoorganització dels treballadors”. Els seus mitjans són accions col·lectives com manifestacions, vagues, sabotatges i boicots ”.
Per a Jacques Julliard a Autonomie ouvrière : études sur le syndicalisme d'action directe, la vaga és per definició “autonomia dels treballadors en acció”.
Segons l'historiador Stéphane Sirot, per als sindicalistes revolucionaris de principis del segle xx, “l'autonomia dels treballadors només té sentit fins al punt que permet dirigir els esforços dels treballadors de les fàbriques cap a l'objectiu prioritari de derrotar els adversari -els patrons-, esperant tant una millora immediata de les condicions de vida com l'enderrocament de la societat capitalista. Autonomia dels treballadors i sindicalisme d'acció directa: el vincle paradigmàtic s'estableix clarament.".
En parlar del compromís polític de Simone Weil, l'historiador Charles Jacquier va dir: "[…] l'acció directa i l'autonomia dels treballadors han estat part del millor de la tradició de les classes treballadores des de l'inici de la revolució industrial. Al darrere del concepte d'autonomia, que d'alguna manera redescoberta pels millors militants obrers, hi ha l'autonomia com a principi d'acció, però també com a objectiu del moviment social. L'emancipació dels treballadors ha de ser feina dels mateixos treballadors, això implica que els mitjans d'acció del moviment obrer es determinin en total independència i que aquest últim tingui la capacitat política de jugar el seu propi joc sense servir com a Força addicional a altres corrents els objectius dels quals no tenen res a veure amb el socialisme dels treballadors, especialment i sobretot quan reclamen de forma abusiva qualsevol forma de socialisme. Fora d'aquest principi essencial, el moviment obrer perd tota la seva capacitat d'acció per convertir-se en l'auxiliar de forces, siguin quines siguin les seves denominacions, que no tenen res a veure amb un procés d'emancipació social i humana. »
Segons el politòleg Roland Lew, "[…] si tot el dossier històric sobre l'autonomia dels treballadors és encara prim, en comparació amb el recollit en altres temes, és sens dubte prometedor i tendeix a confirmar que “Hi ha hagut un moviment gradual, una autoformació real del proletariat, una consciència del seu potencial de subversió, del seu poder. Això convenç aquest últim, almenys en determinades ocasions, que la seva situació objectiva li permet concebre i configurar un projecte social que no torni a la situació anterior o a una altra forma de sistema operatiu. : un projecte que pretén menys mirar enrere el passat que tenir en compte els beneficis i les possibilitats que obre l'impressionant desenvolupament de la societat industrial. En aquest sentit, l'autonomia dels treballadors és la forma més alta de la lluita de classes, la seva veritat: el lloc social on aquesta lluita ja no és només un instrument de protecció dels oprimits o un mitjà per avançar en el capitalisme, però la negativa a actuar de la societat de classes. "

## Història
El 1848, al Manifest Comunista, Karl Marx va definir el moviment obrer com "el moviment autònom de la immensa majoria en interès de la immensa majoria".
El 1865, després de la revolució de 1848, a "De la capacitat política de la classe obrera", Pierre-Joseph Proudhon afirmava que perquè el proletariat actuï d'una manera específica, ha de complir els tres requisits d'autonomia: que "sigui conscient de si mateix, de la seva dignitat, del seu valor, del lloc que ocupa a la societat, del paper que compleix, de les funcions a les quals té dret a reclamar, dels interessos que representa o personifica ", que en conseqüència" afirmi la seva idea, és a dir que sap representar-se a si mateix per l'enteniment, traduir-se per la paraula, explicar-se per la raó, en els seus principis i les seves conseqüències, la llei del seu ésser" i "que a partir d'aquesta idea, finalment, plantejada com a professió de fe, pot, segons la necessitat i la diversitat de circumstàncies, deduir-ne sempre conclusions pràctiques ".
Tant Marx com Proudhon foren testimonis de la influència de la burgesia radical en les files obreres i intentaren fer que el proletariat se'n separàs políticament. L'autonomia dels treballadors s'expressava amb la fórmula de la Primera Internacional: “L'emancipació dels treballadors ha de ser el treball dels mateixos treballadors”.
A finals del segle xix i principis del segle xx, aquesta concepció radical de l'autonomia dels treballadors fou defensada pels activistes sindicals revolucionaris per afirmar la primacia de l'acció directa i l'autoorganització dels treballadors davant d'estratègies de control implementat pels partits socialistes i després comunistes sobre l'acció sindical.
Després d'un llarg eclipsi, arran de la declaració de la Primera Guerra Mundial, diversos corrents van reivindicar l'autonomia dels treballadors, inclosos entre ells els anarcosindicalistes.

## L'autonomia obrera en l'àmbit dels Països Catalans
Les idees de l'autonomia proletària formen part de la tradició anarquista i del marxisme revolucionari. La creació de les comissions obreres a partir de 1956, i amb un desenvolupament important en els anys seixanta, va ser, en el seu origen, l'expressió d'un moviment autònom de lluita obrera i anticapitalista, tot i que l'acció posterior del PCE i el PSUC va tendir a eliminar aquests components. Malgrat tot, les lluites obreres de finals dels seixanta i la primera meitat dels setanta varen tenir un potent contingut autoorganitzatiu i de defensa de la democràcia directa, moltes vegades de manera espontània i davant la impossibilitat de posar en marxa altres formes de representació a causa de la repressió, i altres vegades per la presència de militants obrers anticapitalistes que sovint assoliren la direcció dels moviments vaguístics a molts de llocs on el PCE i el PSUC no eren hegemònics, o no ho eren de manera suficient com per impedir processos de radicalització forçats per la mateixa dinàmica de lluita de classes sota el franquisme. Cal destacar lluites com les de la factoria de la Ford a Almussafes (València) o la de Roca Radiadores a Gavà (Barcelona), en les quals es qüestionà el model reformista i les pràctiques organitzatives burocràtiques.